# Elsbach (Landbach)
Der Elsbach ist ein rechter Zufluss des Modau-Nebenflusses Landbach auf dem Gemeindegebiet von Seeheim-Jugenheim im hessischen Landkreis Darmstadt-Dieburg.

## Geographie

### Verlauf
Der Elsbach ist ein Bach des Vorderen Odenwalds im Naturpark Bergstraße-Odenwald. Seine Quelle liegt in einem Waldgebiet am Westrand der offenen Flur um Ober-Beerbach. Er fließt in westliche Richtung durch sein Waldtal und durchquert dabei die beiden „Märchenteiche“, an denen eine hölzerne Schutzhütte steht.
Unmittelbar hinter den „Märchenteichen“ fließt der Elsbach am „NABU-Projekt-Teich“ vorbei.
Mit Erreichen der Ober-Beerbacher Straße (K 143) nimmt der Bach von rechts und Nordosten ein Fließgewässer auf, das in amtlichen topografischen Karten als eigentlicher Elsbach-Oberlauf gekennzeichnet ist. Der Kreisstraße folgend unterquert der Bach diese am Ortseingang von Seeheim, das er anschließend durchläuft, wobei er die Alte Bergstraße kreuzt. Ab dem westlichen Ortsrand von Seeheim fließt der Bach in südwestliche Richtung und durchquert in einem anschließenden Forst den Waldweiher und kreuzt darin auch die L 3106. Am Nordwestrand von Jugenheim mündet der Elsbach schließlich von rechts und Norden in den Landbach.

### Einzugsgebiet
Das knapp 10 km² große Einzugsgebiet des Elsbachs liegt am Oberlauf im Vorderen Odenwald, am Mittellauf im Naturraum Bergstraße und am Unterlauf in der Hessischen Rheinebene. Er entwässert über den Landbach, die Modau und den Rhein zur Nordsee.
Das Einzugsgebiet ist am Oberlauf bewaldet, am Mittellauf herrscht Siedlungsgebiet vor und im Mündungsbereich Nadelwald.
Im Einzugsgebiet liegen der nördliche Teil des FFH-Gebiets Kniebrecht, Melibocus und Orbishöhe bei Seeheim-Jugenheim, Alsbach und Zwingenberg.

## Mühlen

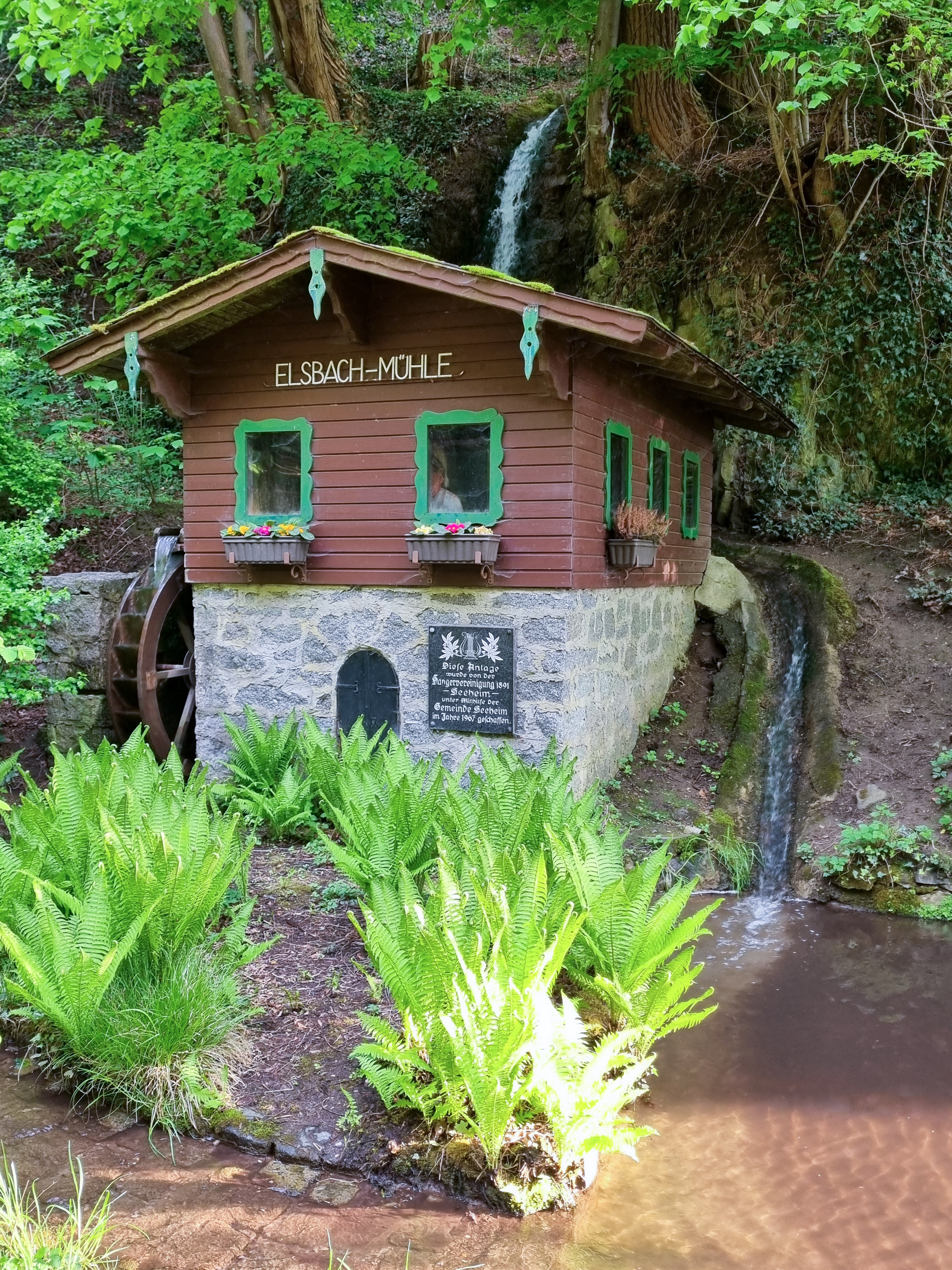
Elsbach-Mühle am Ortsrand von Seeheim

In früheren Jahren gab es am Elsbach vier Wassermühlen, die aber heute nicht mehr existieren. In Erinnerung an diese Mühlen wurde 1967 unweit östlich des Seeheimer Ortsrands die Elsbach-Mühle errichtet.